# 甘宇成
甘宇成（韓語：감우성，1970年10月1日—），韓國男演員，1991年通过MBC第20期演员公开招募入行，1992年参演电视剧《魅惑》正式出道。

## 演出作品

### 電視劇
- 1992年：MBC《魅惑》
- 1993年：MBC《我們的天國》
- 1993年：MBC《牽牛花》
- 1995年：KBS《製造男人》
- 1996年：MBC《山》
- 1998年：MBC《害羞的戀人》
- 1999年：MBC《親愛的你》
- 2000年：MBC《用眼神說話》
- 2000年：SBS《白衣戀歌》
- 2002年：MBC《賢貞我愛你》
- 2006年：SBS《戀愛時代》飾演 李東振
- 2010年：KBS《近肖古王》飾演 扶余句（近肖古王）
- 2014年：MBC《我人生的春天》飾演 姜東河
- 2018年：SBS《要先接吻嗎？》飾演 孫武漢
- 2019年：JTBC《風在吹》飾演 權道勳
- 2021年：SBS《朝鮮驅魔師》飾演 李芳遠

### 電影
- 2002年：《周末同床》
- 2004年：《蜘蛛叢林》
- 2004年：《與鬼作戰》
- 2005年：《膽大家族》
- 2006年：《王的男人》
- 2007年：《我的愛》
- 2007年：《越獄二人組》
- 2009年：《神鬼仲裁》

## 獲獎
- 1999：MBC演技大賞—人氣獎 (親愛的你)
- 2002：第1屆大韓民國電影大賞—男新人獎（周末同床）
- 2002：女性觀眾獎—最佳男演員（周末同床）
- 2002：第29屆 MBC 演技大賞—男子最優秀演技獎（賢貞我愛你）
- 2004：女性觀眾獎—（蜘蛛叢林）
- 2006：第43屆大鐘獎—男主角獎（王的男人）
- 2006：第27屆青龍獎—最佳情侶獎（王的男人）
- 2006：第14屆春史電影賞—男主角獎（王的男人）
- 2018：第45屆韓國放送大賞—演技獎（要先接吻嗎？）
- 2018：韓國電視劇節—最優秀男演員賞（要先接吻嗎？）
- 2018：SBS演技大獎—最佳情侶獎（要先接吻嗎？）（與 金宣兒）
- 2018：SBS演技大獎—大賞（要先接吻嗎？）（與 金宣兒）

## 外部連結
- 甘宇成的Instagram帳戶
- 甘宇成在NAVER上的资料
- 甘宇成在韩国电影数据库（KMDb）上的資料（韓語）
- 甘宇成在豆瓣上的资料（简体中文）
- 甘宇成在互联网电影资料库（IMDb）上的資料（英文）